# Scopula discata
Scopula discata là một loài bướm đêm trong họ Geometridae.